# Sad Wings of Destiny
Sad Wings of Destiny (с англ. — «Печальные крылья судьбы») — второй студийный альбом британской хеви-метал-группы Judas Priest, изданный в 1976 году. Считается одним из наиболее влиятельных альбомов в метале, определившим дальнейшее развитие жанра в целом.
В ноябре 1989 года пластинка получила статус золотой по сертификации RIAA.
Автором обложки альбома, которая называется «Падший ангел», стал художник Патрик Вудрофф.
Sad Wings of Destiny стал последним релизом Judas Priest на Gull Records. После него музыканты, которые не получали от лейбла никакой финансовой поддержки и были вынуждены сами финансировать запись второго альбома, заключили контракт с CBS (ныне Columbia Records).

## Запись
Исходя из неудачного опыта записи предыдущего альбома, уже на стадии подготовки к записи Sad Wings of Destiny музыканты отказались от сотрудничества с продюсером Роджером Бэйном, на замену которому были приглашены Джеффри Кэлверт и Макс Уэст. Уэст (настоящее имя — Герант Хьюз Вин) и Кэлверт были до этого известны работой отнюдь не с рок-музыкантами: наиболее известным результатом их совместного труда стал хит Сары Брайтман «I Lost My Heart to a Starship Trooper».
Gull предложили нам поработать с ними, — объяснял ситуацию Роб Хэлфорд. — Как группа мы чувствовали, что теперь у нас накопилось достаточно знаний, чтобы добиться от новой записи необходимого результата. Плюс ко всему Джефф и Макс понимали, что мы готовы уйти в работу с головой. В прошлый раз было не совсем так.
Второй немаловажной переменой стал уход из группы ударника Джона Хинча и возвращение Алана Мура.
Алан вернулся по той же причине, по которой мы считали смену продюсера необходимой, — объяснял Хэлфорд. — Каждая начинающая группа должна постоянно следить за своим прогрессом, если хочет дальше повышать свой уровень.
Для записи альбома группа отправилась в Уэльс, в студию Rockfield. Однако и на этот раз Gull Records выделили для записи весьма ограниченный бюджет, что вынудило музыкантов переехать из Rockfield в Morgan Studious в Лондоне. О том времени К. К. Даунинг вспоминал с нескрываемой грустью: «Вот мы и сидели себе в самой известной студии — рядом всякие Black Sabbath и UFO, а мы живём на хлебе и воде».
В общем счёте Judas Priest провели за работой над Sad Wings of Destiny четыре месяца — вплоть до июля 1975 года, вкладывая в запись практически все свои личные сбережения. Альбом вышел 23 марта 1976 года, принеся группе новых поклонников и коммерческий успех.

## Альбом

### Список композиций
| №                   | Название               | Автор(ы)                         | Длительность |
| ------------------- | ---------------------- | -------------------------------- | ------------ |
| 1.                  | «Victim of Changes»    | Даунинг, Хэлфорд, Типтон, Аткинс | 7:47         |
| 2.                  | «The Ripper»           | Глен Типтон                      | 2:50         |
| 3.                  | «Dreamer Deceiver»     | Даунинг, Хэлфорд, Типтон, Аткинс | 5:51         |
| 4.                  | «Deceiver»             | Даунинг, Хэлфорд, Типтон         | 3:17         |
| 5.                  | «Prelude»              | Типтон                           | 2:07         |
| 6.                  | «Tyrant»               | Хэлфорд, Типтон                  | 4:28         |
| 7.                  | «Genocide»             | Даунинг, Хэлфорд, Типтон         | 5:51         |
| 8.                  | «Epitaph»              | Типтон                           | 3:08         |
| 9.                  | «Island of Domination» | Даунинг, Хэлфорд, Типтон         | 4:32         |
| Общая длительность: | Общая длительность:    | Общая длительность:              | 39:12        |

Насчёт песен альбома существует несколько достаточно распространённых заблуждений. Одно из них касается мнения, что Роджер Бэйн на дебютном альбоме навязал группе свою волю — вплоть до того, что не включил в список композиций альбома песни «Tyrant», «Genocide» и «The Ripper», которые якобы исполнялись группой ещё до Rocka Rolla. Однако Роб Хэлфорд отрицал это утверждение.
Я не припоминаю, чтобы хоть одна из этих песен игралась на концертах до дебюта, — утверждал он. — На самом деле единственным треком из Sad Wings of Destiny, который мы играли на сцене до записи самого альбома, был «Victim of Changes». Все остальные песни мы написали во время работы.
Ещё одним предметом заблуждений стала композиция «Victim of Changes», которая по распространённому мнению была составлена из двух ранее написанных песен: «Whiskey Woman» (сочинённой в самые первые дни Priest, ещё без участия Хэлфорда) и «Red Light Lady», которую Роб принёс с собой из своей предыдущей группы Hiroshima. По словам фронтмена Judas Priest «Victim of Changes» изначально носила своё название.
По словам гитариста группы Гленна Типтона, начиная именно с этого альбома, он начал писать материал совместно с Кеном и Робом.
После опыта с Rocka Rolla мы узнали друг друга гораздо лучше, и у нас прибавилось уверенности. Для меня именно тогда Priest стали такими, какими все знают нас теперь.
Относительно смысловой нагрузки своих песен Роб Хэлфорд в интервью 1986 года говорил, что, наполняя тексты композиций достаточно конкретным содержанием, он вместе с тем оставляет место для фантазии слушателя, который может интерпретировать лирику согласно своим взглядам и ощущениям. Касательно Sad Wings of Destiny музыкант говорил, что записывался прежде всего рок-альбом; если же им удалось вложить в него определённое послание слушателям — тем лучше.
По собственному утверждению музыкантов, изначально они не намеревались вкладывать в песни какие-то послания, но после завершения записи увидели, что альбом, содержащий лирические композиции вроде «Dreamer Deceiver», «Epitaph», и грозные «The Ripper», «Genocide», «Tyrant», выглядит как призыв к людям наслаждаться жизнью и одновременно с этим быть готовыми к большим переменам.

### Обложка
Концепция обложки была разработана сотрудником Gull Records Нэллом Френчем, в обязанности которого входила разработка оформления для второго студийного альбома Judas Priest. Получив ясное представление о характере музыки коллектива и образах, создаваемых музыкантами, Френч предложил свои идеи главе Gull Records Дэвиду Хоуэлсу, который предложил акварельную работу, выполненную художником Патриком Вудроффом.
Картина настолько понравилась Дэвиду Хоэлсу, что он повесил её у себя дома в гостиной, а обложка Sad Wings of Destiny стала одним из шедевров в своём жанре: так, журнал Classic Rock отдал ей 7-ю позицию в своём списке известнейших обложек рок-альбомов 1970-х.
Для второго студийного альбома арт-директор Gull Graphics Group Джон Паше разработал новый вариант логотипа группы, который отличался от более раннего добавлением средневековых элементов.
Также на обложке впервые появился неизвестный символ, который в виде подвески висел на шее ангела. Сам Вудрофф по прошествии многих лет не мог вспомнить откуда взял идею этого символа, он предполагал, что из египетской мифологии дохристианского времени. Тем не менее символ позже появится на многих обложках альбомов Judas Priest, а также станет популярным элементом мерчандайзинга. И Гленн Типтон, и Роб Хэлфорд называли его «дьявольскими вилами», среди же поклонников группы, менеджмента и мерчандайзеров он стал известен как «крест Judas Priest».

### Участники записи
- Роб Хэлфорд — вокал;
- Кей Кей Даунинг — гитара;
- Гленн Типтон — гитара, клавишные;
- Иэн Хилл — бас-гитара;
- Алан Мур — ударные.

## Критика и значение
Несмотря на то что альбом не занял высоких позиций в хит-парадах (всего лишь 48-я позиция в чартах Великобритании), он был благосклонно встречен критикой и поклонниками группы. По выражению Стива Хьюи из AllMusic, альбом «повлёк весь жанр метала на новые глубины темноты и на новые высоты технической точности и музыкальности». Более того, многие критики отмечали, что его выход стал ключевым событием в развитии метала; такого же мнения придерживаются и сами музыканты, утверждая, что Sad Wings of Destiny имел исключительное значение в истории группы. Роб Хэлфорд в интервью журналу Revolver отметил:
Sad Wings of Destiny по-прежнему удаётся действительно глубоко затронуть людей. Я думаю, Sad Wings of Destiny был наподобие «пристовского» Сержанта Пеппера или нашего Led Zeppelin II. 
Оригинальный текст (англ.)For some reason, Sad Wings of Destiny still manages to touch people in a really profound way. I think Sad Wings of Destiny was like Priest's Sgt. Pepper or our Led Zeppelin II.
По выражению известного рок-журналиста Малькольма Доума «альбом стал событием не только для жанра. Он стал образцом для многих последователей». В частности, влияние второй пластинки Judas Priest на своё творчество признавали Дон Доккен, участники Def Leppard и Iced Earth. Американская трэш-метал группа Forbidden исполнила кавер на песню «Victim of Changes» на концертном альбоме Raw Evil (Live at the Dynamo) 1989 года.
В марте 2023 года группа авторов американского издания Rolling Stone включила песню «Victim of Change» в список «100 величайших хеви-метал песен всех времён». В этом рейтинге она заняла 40-ю позицию.
В марте 2024 года американский онлайн-ресурс Loudwire опубликовал обновлённый рейтинг дискографии группы из 19 студийных альбомов и разместил этот диск в нём на шестом месте.

## История
Поскольку все права на первые два альбома принадлежали Gull Records, Judas Priest не имели возможности контролировать дальнейшую судьбу переизданий своего раннего материала. Тем не менее музыканты до сих пор исполняют композиции со своего второго альбома («Victim of Changes» и «The Ripper»). Предваряя исполнение «Victim of Changes» на фестивале Rock im Park (июнь 2004) Роб Хэлфорд отметил, что альбом Sad Wings of Destiny стал классикой не только Judas Priest, но и всей музыки хеви-метал.